# 34703 Wozniakiewicz
34703 Wozniakiewicz è un asteroide della fascia principale. Scoperto nel 2001, presenta un'orbita caratterizzata da un semiasse maggiore pari a 2,383404 UA e da un'eccentricità di 0,168693, inclinata di 1,976418° rispetto all'eclittica. Ha un diametro di 3,991 km.